# Tachuda stellata
Tachuda stellata är en fjärilsart som beskrevs av Paul Dognin 1914. Tachuda stellata ingår i släktet Tachuda och familjen tandspinnare. Inga underarter finns listade i Catalogue of Life.